# Murvica
Murvica är en liten by på ön Brač i Dalmatien, Kroatien. Den ligger cirka fem kilometer väster om Bol och har 29 bofasta invånare.